# Gulbandad pilgiftsgroda
Gulbandad pilgiftsgroda, Dendrobates leucomelas, är en art av familjen pilgiftsgrodor och lever i den tropiska regnskogen i norra delen av Sydamerika. Utbredningsområdet är södra Venezuela, västra Guyana, nordligaste Brasilien samt östligaste Colombia. I Venezuela har den observerats på altituder från havsnivå upp till ca 500 m. Den hittas normalt sett i mycket fuktiga miljöer under nedfallna trädstammar, bland löv på marken eller på stenar, gärna i närheten av mindre vattendrag.
Artens främsta hot är avskogning och bränder som riskerar förstöra grodans habitat men den anses i nuläget inte hotad.